# Chindini
Chindini  est une ville de l'Union des Comores, située sur l'île de Grande Comore. En 2012, sa population est estimée à 1 680 habitants.